# ولوفية (لغة)
اللغة الوُلوفية أو الوَلَفية هي لغة أغلبية سكان السنغال وأقلية كبيرة في موريتانيا، وعدد الناطقين بها هو 5.260.600 ، أغلبهم بالسنغال. وتنتمي للغات الأطلنتية، فرع من اللغات النيجرية الكنغولية. رسمياً، تكتب الولوفية بالأبجدية اللاتينية، لكن الأبجدية العربية مستعملة أكثر عند الشعب [وفقًا لِمَن؟]، وتسمى وَلَفَل عندهم.
الفرنسية هي اللغة الرسمية للسنغال، وقد جاءت من الاستعمار الفرنسي. لا تزال الفرنسية مستعملة من قبل إدارة السنغال، ويفهمها حوالي 15% إلى 20% من الرجال وحوالي 1% - 2% من النساء[وفقًا لِمَن؟].
رغم كون الغة الولفية هي اللغة الأكثر تداولا بالسنغال، إلا أن لغة الإدارة في السنغال لا تزال هي الفرنسية.[مبهم]

## وصلات خارجية
- معجم الولوفية (برنامج حاسوب)